# Poncosari
Poncosari is een bestuurslaag in het regentschap Bantul van de provincie Jogjakarta, Indonesië. Poncosari telt 11.942 inwoners (volkstelling 2010).